# Indramayu (regentschap)
Indramayu is een regentschap in de provincie West-Java op het eiland Java. Indramayu telde in 2007 1.795.372 inwoners op een oppervlakte van 2000 km².
Van 1928 tot 1931 was Anton Abraham van Vloten resident van Indramajoe.

## Geboren
- Suze Boschma-Berkhout (1922-1997), Nederlands beeldhouwster
- Ton Amerika (1924-2010), Nederlands verzetsstrijder en burgemeester

Stadsgemeenten: Bandung · Banjar · Bekasi · Bogor · Cimahi · Cirebon · Depok · Sukabumi · Tasikmalaya

Regentschappen: Bandung · Bekasi · Bogor · Ciamis · Cianjur · Cirebon · Garut · Indramayu · Karawang · Kuningan · Majalengka · Pangandaran · Purwakarta · Subang · Sukabumi · Sumedang · Tasikmalaya · West-Bandung

Cultuur
Kunst en cultuur in Indramayu is een acculturatie van de Javaanse cultuur van Indramayu en het noordelijke deel van Sunda, de cultuur die groeit in de Indramayu-gemeenschap is een vorm van echte uitdrukking van de acculturatie van twee verschillende culturen.[23] enkel orgel Indramayu-kunst, waaronder de Single Organ-kunst, een muzikale uitvoering op het podium met behulp van orgel. Dit enkele orgel wordt meestal uitgevoerd bij bijna elk evenement, zoals het zeventiende evenement, maar ook op religieuze feestdagen zoals Eid al-Fitr en Eid al-Adha, hoewel het vaker wordt uitgevoerd bij feestelijke gelegenheden, zoals bruiloften en besnijdenissen. Behalve op het podium wordt er op bepaalde momenten, zoals tijdens de ramadan, ook orgelmuziek uitgevoerd in het dorp. Twee van hen zijn vrij beroemd en hun artiesten zijn: enkel orgel Rolani Electone met Aas Rolani en enkel orgel Puspa Kirana met Dewi Kirana. Het is niet ongewoon voor deze groepen om banen buiten Indramayu te krijgen, zelfs in provincies. MaskerdansBewerken Een andere traditionele kunst is de kunst van maskerdans, deze kunst is de originele kunst van het Cirebon-gebied, inclusief Indramayu. De maskerdans is een van de dansen in het Parahyangan-tatar. Het wordt een maskerdans genoemd, omdat de dansers maskers gebruiken tijdens het dansen. De maskerdans zelf is zeer divers en heeft zich zowel qua beweging als het over te brengen verhaal ontwikkeld. Soms wordt de maskerdans gespeeld door één solodanser, maar kan ook door meerdere mensen worden gespeeld. Een ander type maskerdans is de Kelana Kencana Wungu-maskerdans, een reeks maskerdansen in Parahyangan-stijl die het verhaal vertellen van de Kencana Wungu-koningin die wordt achtervolgd door koning Menak Jingga die verliefd op haar is. Kortom, elk masker dat elk personage vertegenwoordigt, beschrijft de menselijke natuur. Kencana Wungu, met een blauw masker, staat voor een levendig maar sierlijk karakter. Menak Jingga (ook bekend als Kelana), met een rood masker, vertegenwoordigt een gewelddadig, temperamentvol en ongeduldig karakter. Deze dans is van Nugraha Soeradiredja. Sierlijke hand- en lichaamsbewegingen, evenals muzikale begeleiding gedomineerd door drums en rebab, zijn andere kenmerken van maskerdans. Deze maskerdanskunst bestaat nog steeds en wordt bestudeerd in bestaande dansstudio's, en wordt nog vaak uitgevoerd op officiële regionale evenementen, of op andere traditionele regionale momenten. Een van de maskerdansstudio's in Indramayu is de Mimi Rasinah-maskerdansstudio, die zich in Pekandangan Village, Indramayu, bevindt. Mimi Rasinah is een maskerdans-maestro die nog steeds actief is in het dansen en de kunst van maskerdans doceert, ook al is ze sinds 2006 verlamd. Mimi Rasinah stierf in augustus 2010.